# Axel F. Otterbach

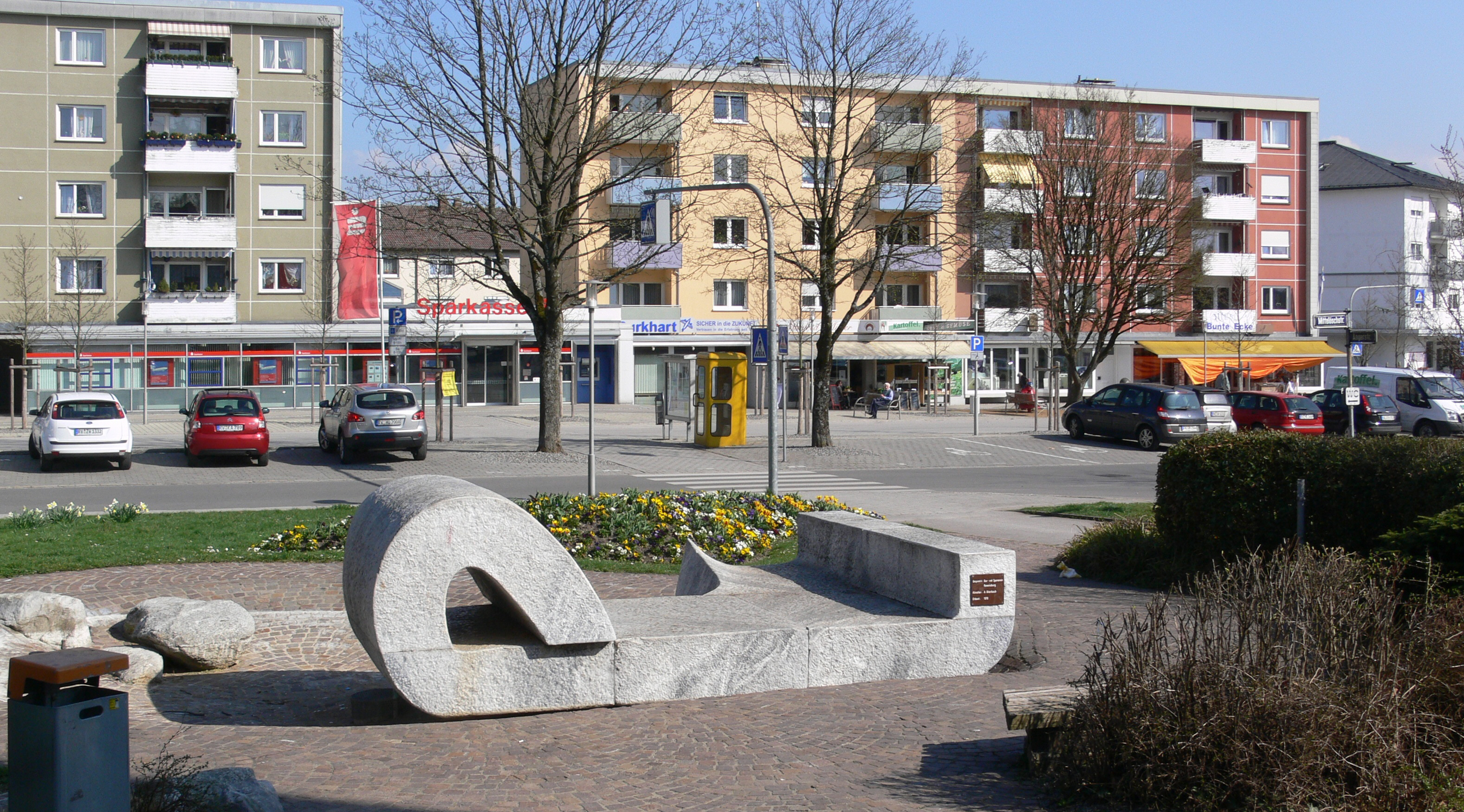
Brunnenskulptur (Marmor) in Ravensburg

Axel F. Otterbach (* 1948 in Isny im Allgäu) ist ein deutscher Bildhauer.

## Leben und Werk
Otterbach war 1965 bis 1969 an Fachschule für Kunsthandwerk und Gestaltung in München als Student und von 1973 bis 1976 in einer Ausbildung zum Restaurator in Ulm. Nach einem Stipendium der Kunststiftung Baden-Württemberg im Jahre 1979 studierte er bei Carlo Nicoli.
Otterbach war von 1998 bis 2000 Dozent an der Freien Kunstakademie von Uhldingen-Mühlhofen am Bodensee. Im Jahre 2000 eröffnete er seine eigene Bildhauer-Atelier-Schule in Bad Waldsee-Osterhofen und wurde im gleichen Jahr Dozent für dreidimensionales Gestalten an der Akademie für Gestaltung der Handwerkskammer in Ulm.
Er führte Einzelausstellungen und Beteiligungen im In- und Ausland, nahm an internationalen Bildhauersymposien teil, wie beispielsweise am Bildhauersymposion Oggelshausen. Otterbach erhielt Aufträge im privaten, öffentlichen und kirchlichen Raum, des Weiteren veröffentlichte er nach eigenen Angaben mehrere Kataloge und Filme.

## Werk (Auswahl)
- Brunnenskulptur, Marmor (1979) in Ravensburg-Weststadt
- Skulptur, Travertin (1984), Kurpark in Bad Waldsee
- Zwei Scheiben, Marmor/Stahl (1987/88), Bankgebäude in Ravensburg
- Fischer-, Flößer- und Gerberstein, Marmor (1989), Fischerviertel in Ulm
- Drei Stelen, Marmor (1989), Skulpturenweg: Kunstpfad Universität Ulm in Ulm
- Brunnenskulptur, Marmor (1990), Unterer Buchhornplatz in Friedrichshafen
- Weißenhorner Durchblick, Marmor (1991) in Weißenhorn
- Ohne Titel, Pietra Dorata-Sandstein (1992), Comer See (Italien)
- Brunnenskulptur, Marmor (1993), Leutkirch im Allgäu
- Brunnenskulptur, Marmor/Stahl (1994/95), Villingen-Schwenningen
- Brunnenanlage Wassertor, Granit/Stahl (1997), Herbertingen
- Zeitfeld, Marmor (1998), Federseeklinik in Bad Buchau
- Zeitsprung, Travertin (2000), Bildhauersymposion Oggelshausen in Oggelshausen
- Zwei Lichträume, Marmor (2001), Landratsamt Ravensburg
- Großer Lichtraum, Marmor/Stahl (1996/2002), Landratsamt Bodenseekreis in Friedrichshafen
- Altarraumgestaltung, Marmor( 2004), St. Oswald, Heudorf am Bussen
- Brunnengestaltung (2006), Federseeklinik in Bad Buchau
- Rotation, Stahl (2006), Memmingen
- Brunnenskulpturen und mehrteilige Skulptur, Granit (2007), Rathausplatz Meßstetten
- Aufbruch, Bronze (2016), Firmengelände der Fa.Zwick/Roell in Einsingen
- Grosser Lichtklang, Marmor (2018), Schulhof der Realschule und Gymnasium Weingarten
- Brückenstein, Marmor (2021), Kirchplatz in Kanzach
- EU Brückenstein, aus 27 Natursteinen der EU-Mitgliedstaaten zusammengesetzt, 2024 in Bad Waldsee

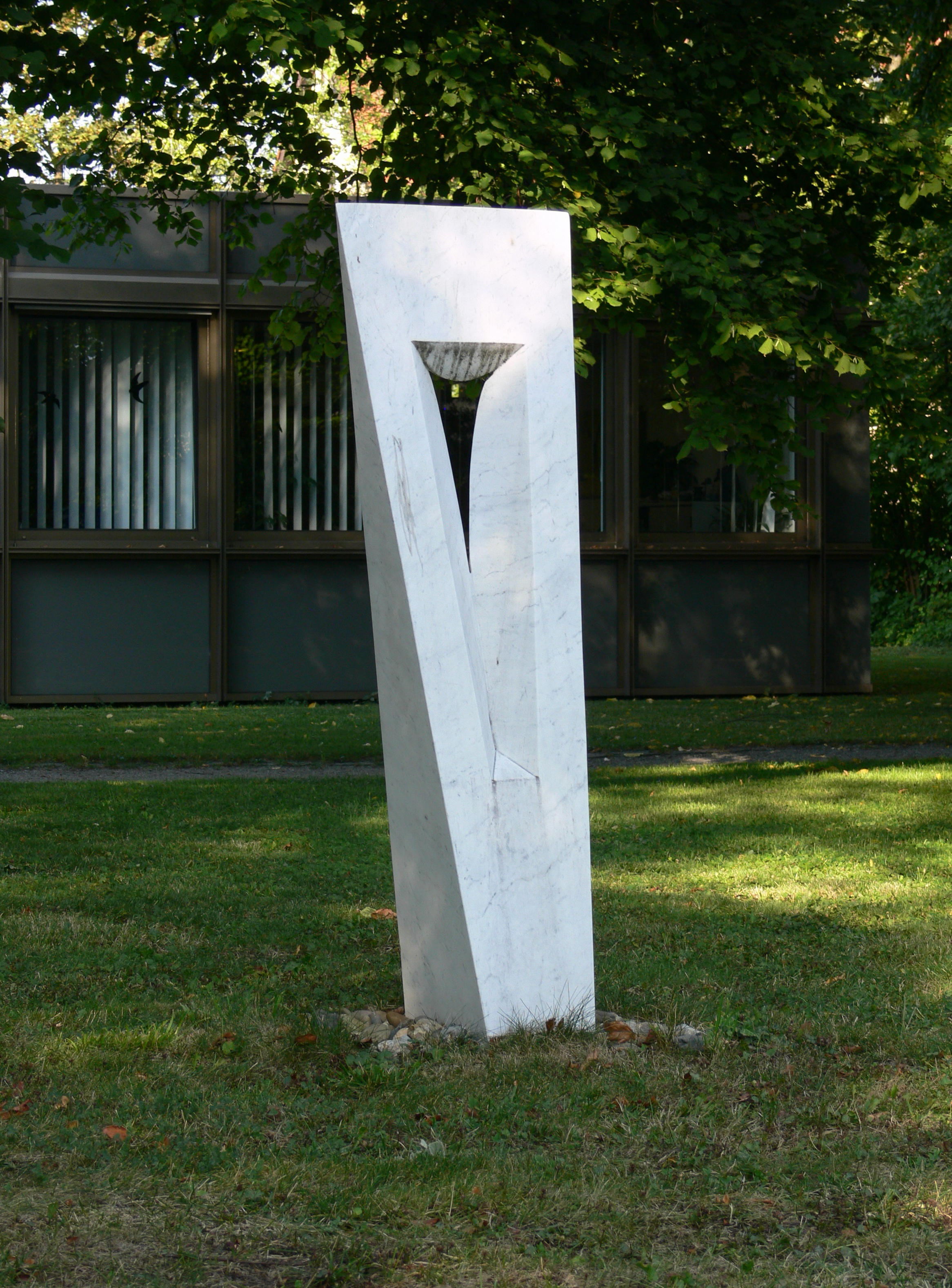
Lichtraum (2001) in Ravensburg
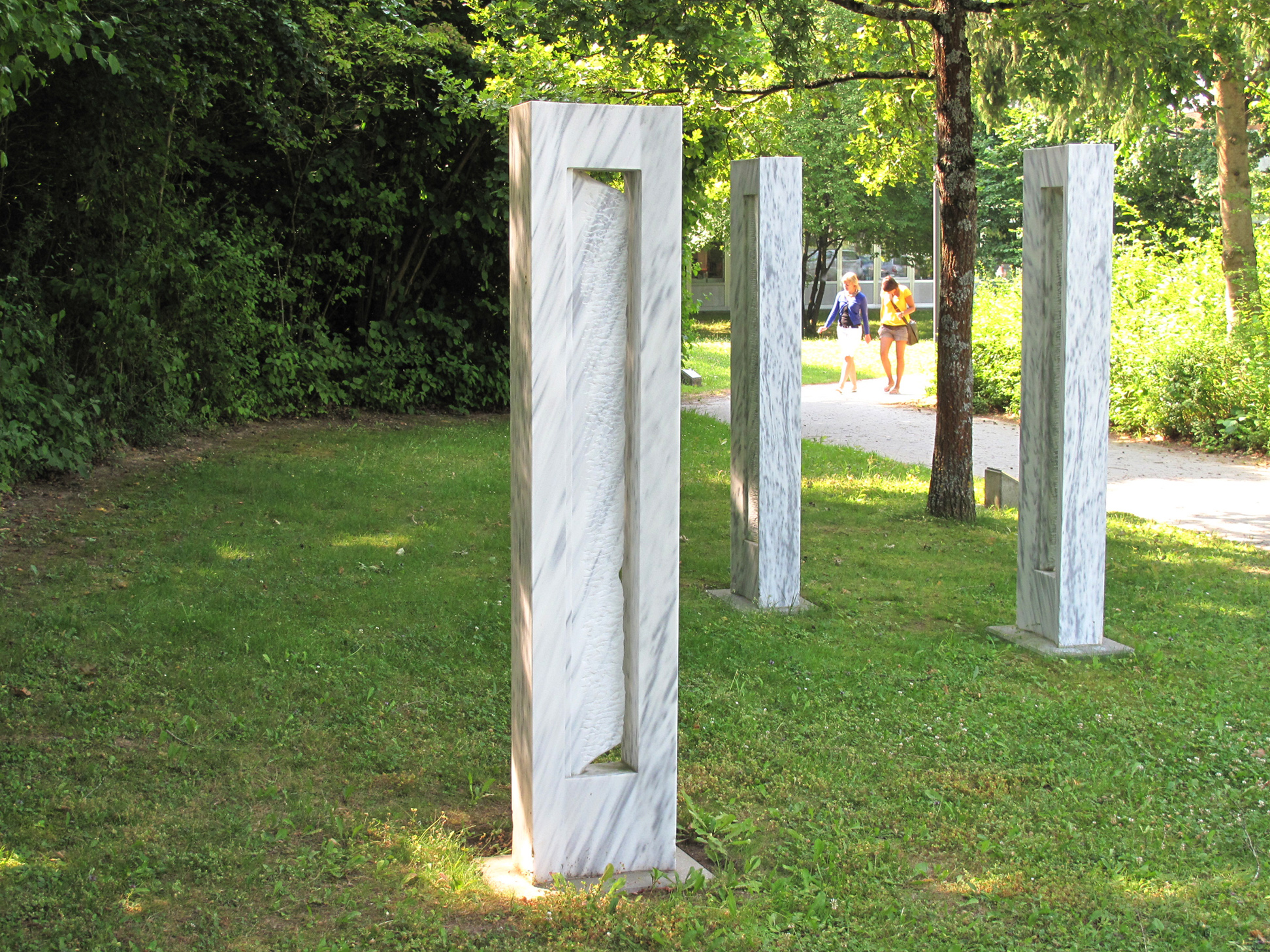
Drei Stelen (1989) in Ulm